# DAS
EL DAS (de l'anglès Distributed Annotation System, Sistema d'Anotació Distribuït) és un protocol de comunicació per a l'intercanvi d'anotació biològica. A diferència del que era habitual, aquesta no se centralitza en una única base de dades, i per tant, permet que diferents proveïdors puguin oferir-ne d'acord amb diferents criteris o experiments.
Es tracta d'un sistema client-servidor i així, des d'un client, pot compilar-se en un mateix moment i màquina la informació de diferents fonts.